# Bahnstromumrichter Saalach-Kraftwerk
Der Bahnstromumrichter Saalach-Kraftwerk war die erste Anlage zur Kopplung des Bahnstromnetzes mit dem öffentlichen Stromnetz mittels Quecksilberdampf-Stromrichter. Sie befand sich im Saalachkraftwerk und konnte eine Leistung von 1 MVA übertragen. Die von Siemens gebaute Anlage war eine reine Versuchsanlage, welche 1934/1935 in Betrieb war. Die Erfahrungen mit dieser Anlage führten zum Bau des Bahnstromumrichters im Badischen Bahnhof in Basel.